# Undiscovered Soul
Undiscovered Soul è il secondo album da solista, pubblicato nel 1998, di Richie Sambora, supportato da una nuova band (nel primo album comparivano infatti David Bryan e Tico Torres, suoi colleghi nei Bon Jovi, oltre a Tony Levin in qualità di bassista).

## Tracce
1. "Made in America" (Sambora/Supa) – 5:34
2. "Hard Times Come Easy" (Sambora/Supa) – 4:35
3. "Fallen from Graceland" (Sambora/Bryan/Supa) – 5:42
4. "If God Was a Woman" (Sambora/Bryan/Supa) – 4:02
5. "All That Really Matters" (Sambora/Supa) – 4:19
6. "You're Not Alone" (Sambora/Marolda) – 4:19
7. "In It for Love" (Sambora/Supa) – 4:20
8. "Chained" (Sambora/Marolda/White) – 3:27
9. "Harlem Rain" (Sambora/Supa) – 5:01
10. "Who I Am" (Sambora/Frederiksen) – 7:08
11. "Downside of Love" (Sambora/Bryan/Supa) – 5:27
12. "Undiscovered Soul" (Sambora/Supa) – 7:14